# Раде Тошић
Раде Тошић (рођен 31. марта 1965. године у Тузли) је бивши југословенски фудбалер. Био је члан чувене Звездине генерације која је освојила европску и светску титулу 1991. године.

## Каријера
Поникао је у редовима Слободе из Тузле за коју је од 1982. до 1988. године одиграо 116 лигашких утакмица уз четири поготка. За Хајдук из Сплита је наступао од 1988. до 1990. године и одиграо 48 првенствених мечева уз један погодак.
У Црвену звезду је стигао из Хајдука почетком 1990. године. У првој сезони одиграо је 11 утакмица у шампионату, док је у освајању Купа шампиона забележио један меч и то у првој утакмици полуфинала против Бајерна у Минхену, када је у победи од 2:1 у игру ушао у 88. минуту уместо Синише Михајловића. У сезони 1991/92. забележио је пет одиграних утакмица у првенству и једну у Купу.
За црвено-беле је одиграо 18 званичних утакмица. Учествовао је у освајању Купа европских шампиона и Интерконтиненталног купа 1991. године, као и две шампионске титуле 1991. и 1992. године.
По одласку из Звезде носио је дресове шпанских клубова, Мериде (од 1992. до 1993. године) и Кастељона (од 1993. до 1995. године), за који је одиграо 51 лигашки меч уз један погодак.
Забележио је и један наступ у репрезентацији Југославије и то у ремију против Италије (1:1), 1988. године у Сплиту.

## Трофеји
Црвена звезда
- Куп европских шампиона (1) : 1990/91.
- Интерконтинентални куп (1) : 1991.
- Првенство Југославије (2) : 1990/91, 1991/92.